# 长冬草
长冬草（学名：Clematis hexapetala var. tchefouensis）为毛茛科铁线莲属下的一个变种。

## 扩展阅读
- 維基物種上的相關：长冬草